# Sportjargon
Sportjargon bezeichnet die untere Ebene einer im Bereich des Sports entstandenen Gruppensprache. Sie ist von der standardisierten Fachsprache, etwa des Fußballspiels, des Reitsports, der Bewegungs- oder Trainingslehre, zu unterscheiden. Während Ausdrücke wie „pöhlen“ oder „flerzen“ dem Slangbereich zuzurechnen sind, zählen Fachwörter wie „flanken“, „passen“ oder „Fallrückzieher“ zur Fachterminologie, die auch wissenschaftlichen Ansprüchen genügt. Die Übergänge sind allerdings oft fließend.
Das Wort „Sport“ (von spätlat. „d(e)isportare“ = sich zerstreuen) hat nicht nur fachsprachliches, sondern auch das hochsprachliche Niveau erreicht. Mit der Turnbewegung des 19. Jahrhunderts, die ihre Betätigung zunächst Turnen, Gymnastik oder Leibesübungen nannte, kam der Begriff als englisches Fremdwort soweit in europäischen Gebrauch, dass er längst Bestandteil auch der allgemeinen Umgangssprache ist.
Nahezu jede Sportart entwickelte ihre eigenen, aus anderen Lebensbereichen oder Sprachen entlehnten bildhaften Ausdrucksweisen, die dem Außenstehenden nicht immer sogleich verständlich sind. Andererseits sind aus dem Jargon der Sportler zahlreiche Redewendungen in die Umgangssprache eingeflossen und vermögen diese neu zu akzentuieren und zu bereichern.

## Fußball
- 12. Mann – im Fußball eine Bezeichnung für die Zuschauer eines Spiels
- 23. Mann – Bezeichnung für den Schiedsrichter
- 3. Halbzeit – Ausschreitungen vor und/oder nach einem Fußballspiel
- Akteur – Spieler, z. B. auch Mittelfeldakteur für Mittelfeldspieler und Abwehrakteur für Abwehrspieler. Offensivakteur für einen offensiven Mittelfeldspieler oder einen Stürmer.
- Bananenflanke – Zuspiel des Balles über eine größere Entfernung, bei dem der Ball eine schiefe, quasi bananenförmige Flugbahn zurücklegt
- Bolzen – Fußball spielen, im engeren Sinne: hart aufs Tor schießen
- Bolzplatz – öffentlicher, frei benutzbarer Fußballplatz
- Boken (Norddeutschland) = „Bolzen“, „Boker“ für „Bolzplatz“ oder „Fußballschuhe“
- Bombe – gezielter Fernschuss
- Blutgrätsche – besonders aggressive Form der Grätsche, bei der eine Verletzung des Gegenspielers in Kauf genommen wird. Im engeren Sinne eine Grätsche auf den Spieler, nicht auf den Ball
- durchtanken – ein Spieler schafft es, mehrere Abwehrspieler durch eine gelungene Einzelaktion hinter sich zu lassen
- Edelroller – Der Ball wird nicht richtig getroffen und kullert nur in Richtung Tor.
- Eiertor – Ein haltbarer Treffer, bei dem der Torwart einen Fehler macht, er legt seiner Mannschaft sozusagen ein „Ei“.
- Eiergoalie – Ein schlechter Tormann
- Einnetzen – den Ball ins Tor schießen, ein Tor erzielen
- Eisenbahnerschmäh oder Eisenbahner (österreichisch) – Trick, um einen Gegner auszuspielen. Der Spieler läuft auf den Gegner zu, spielt den Ball auf der einen Seite des Gegners vorbei und umläuft den Gegenspieler auf der anderen Seite.
- Elfer – Kurzform von Elfmeter, siehe Strafstoß
- Fersler – Mit der Ferse geschossener Ball
- Fackeln oder auch „die Fackel rausholen“ – im Ruhrgebiet umgangssprachlich für den Torschuss („da muss er endlich die Fackel rausholen!“)
- Fett'n – Ein österreichischer Ausdruck für Effet bzw. Drall. Ein Schuss mit Drall wird als „Fett'n mitgeben“ bezeichnet.
- Fliegenfänger – Bezeichnung für einen Torwart, der Probleme beim Fangen von hohen Bällen hat
- Flügelzange – Außenstürmer, die von beiden Außenseiten Druck auf die Verteidigung ausüben[4]
- G'mahte Wies'n oder auch Jausengegner – Eine Mannschaft, von der man erwartet, dass sie leicht zu schlagen ist
- Gelbsperre – Befristetes Spielverbot für einen Spieler, der eine bestimmte Anzahl gelber Karten bekommen hat (auch Gelb-Rot-Sperre und Rotsperre)
- Granate – gezielter Fernschuss
- Gurglpass – ein misslungener Pass, der in Halshöhe des Mitspielers ankommt und nicht wie gewünscht auf den Fuß.
- Gurkenpass – schlechter Pass[4]

- Gurkerl oder Klapperl (österreichisch) – Ein zwischen den Beinen des Gegners durchgeschossener Ball (als besonders demütigend gilt im Amateurfußball das „angekündigte Gurkerl“)
- Kerze – im Fußball ein unkontrolliert mehr oder weniger senkrecht nach oben geschossener Ball
- Kreuzeck – eines der beiden oberen Ecken eines Fußballtores („Schuss ins Kreuzeck“)
- Lattenkreuz – dto. (die Stelle, wo sich Latte und Pfosten kreuzen)
- Leo – Ausruf eines Spielers, der den Mitspielern signalisiert, dass diese den Ball durchlassen sollen.
- Notbremse – Ein Verteidiger zieht die Notbremse, wenn er einen durchbrechenden Gegner foult. Eine Notbremse kann mit einer Roten Karte bestraft werden.
- Outwachler – der Schiedsrichterassistent, der seine Fahne hebt, wenn der Ball ins Out rollt
- Peitschenknaller – ein besonders harter und strenger Trainer
- Pfeife – abwertend für einen Schiedsrichter
- Piola – Nach Silvio Piola benannter Fallrückzieher
- Rasenschach – stark an Sicherheit vor Ballverlust orientiertes Spielverhalten
- Räume zustellen – taktische Variante der verteidigenden Mannschaft, mögliche Abspielstationen geschickt zu versperren
- Robinsonade – bezeichnet eine Tormann-Parade und wurde nach dem englischen Tormann Jack Robinson benannt, der sich als erster Tormann in die Ecken warf.
- Schwalbe – der Versuch, ein Foul vorzutäuschen
- Sechzehner – der Strafraum, also die Zone, die 16,4592 m (= 18 yard) vor dem Tor beginnt
- Spitz – ein mit der Schuhspitze gespielter Schuss oder Pass
- Stanglpass (österreichisch) – eine Flanke, die flach und scharf von der Toroutlinie zur Torstange gespielt wird, damit ein dort wartender Mitspieler einnetzen kann.
- tängeln (norddeutsch); danteln (bairisch); gaberln (österreichisch) – im Fußball: den Ball mit den erlaubten Körperteilen in der Luft halten
- Torschützenliste – Rangliste der Spieler mit den meisten Toren
- Tragl schießen (bayrisch) – den Ball nicht treffen und damit in die Verpflichtung geraten, dem Rest der Mannschaft einen Kasten Bier (= „Tragl“) auszugeben
- tunneln oder Beinschuss – im Fußball der durch die Beine des Gegners gespielte Ball
- Ultras – besondere, ursprünglich aus Italien stammende Fankultur im Fußball (zum Teil später auch in anderen Massensportarten)
- verzinkter Schuss – gezielter Fernschuss mit hoher Geschwindigkeit
- Viererkette aus vier Abwehrspielern bestehende taktische Formation
- Wuchtel (österreichisch) – Der (geschossene) Ball (im übertragenen Sinn daher auch: pointierte, witzige Bemerkung)

## Radsport

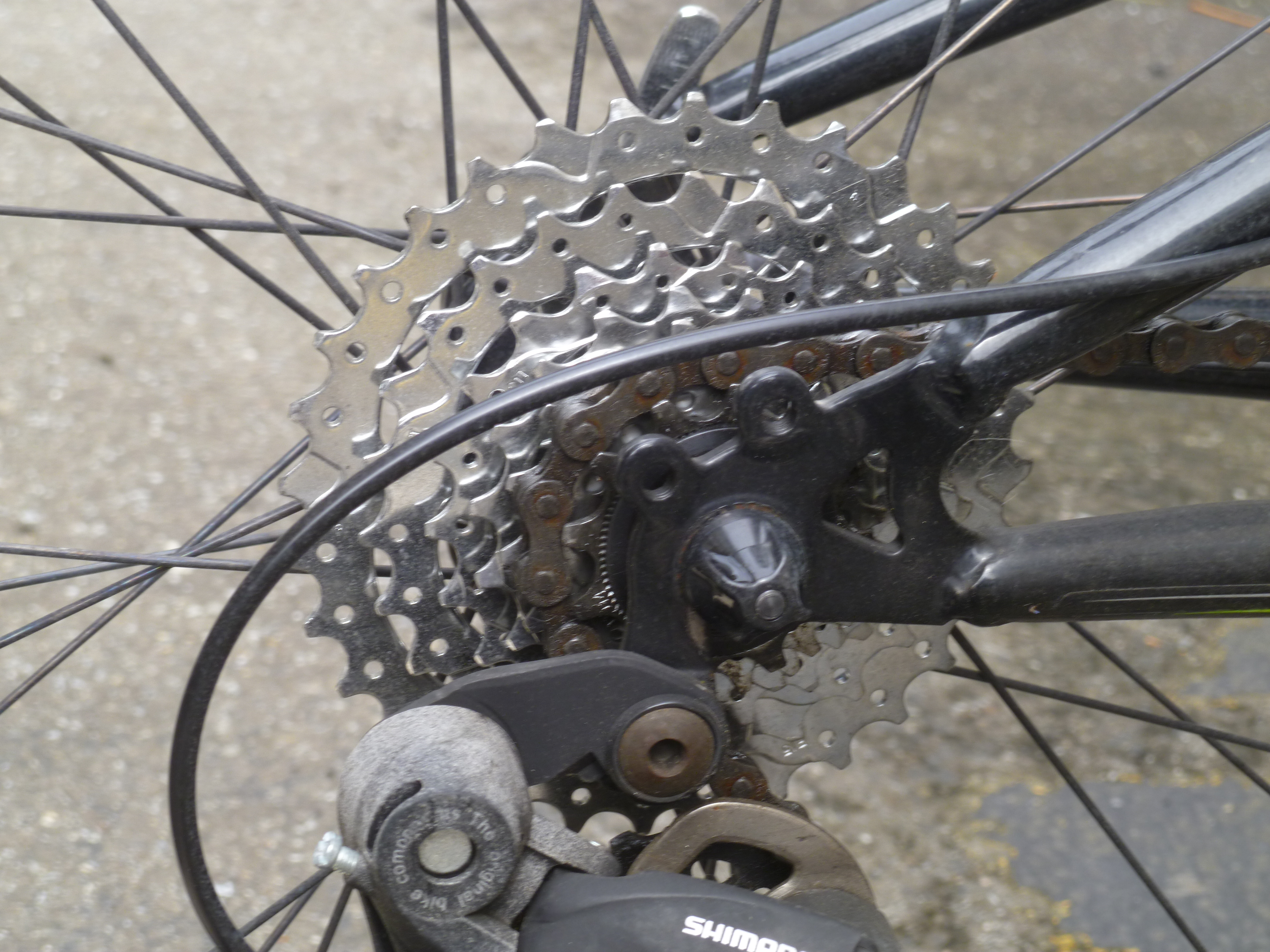
Der Rettungsring für Radsportler

- Affenkotelett, Affenwurst – andere Bezeichnung für eine Banane als Zwischenmahlzeit für Radfahrer
- Autobahn – im Mountainbikesport sehr breiter und aus der Sicht vieler Biker wenig attraktiver Waldweg (Forstautobahnen)
- Berghärte – ungefähres Maß für die Fähigkeiten eines Fahrers bei Bergetappen
- explodieren – plötzlicher Leistungseinbruch durch körperliche Erschöpfung
- Hungerast – plötzlicher Leistungseinbruch durch mangelnde regelmäßige Zufuhr von Nahrung, insbesondere Kohlenhydrate
- Körner – Energiereserven
- Maiskolben – Zahnkranzpaket mit Ritzeln, die sich jeweils nur um einen Zahn unterscheiden, z. B. 13-14-15-16-17-18-19 Zähne. Maiskolben (oder Maiskolbenkassetten) werden häufig bei Zeitfahren verwendet.
- Rettungsring – Traditionell ein besonders großes Ritzel, das bei Radrennen nur montiert wird, wenn im Etappenverlauf extreme Steigungen zu bewältigen sind. In jüngerer Zeit auch das dritte, ganz innen liegende Kettenblatt mit wenigen Zähnen (20…28).
- Sauerstoffschuld – Zustand, der durch Überschreiten der aeroben Schwelle verursacht wird

## Schach
- Gaul – Bezeichnung für die Figur des Springers, ebenso Hüpfer oder Pferd
- Rappe – Bezeichnung für den schwarzen Springer
- Schimmel – Bezeichnung für den weißen Springer
- Tante – Bezeichnung für die Figur Dame
- Großbauer – Bezeichnung für einen Läufer, der Glied einer Bauernkette ist oder anderweitig von eigenen Bauern, die er – wie als ob er selbst ein Bauer wäre – von hinten decken muss, in seiner Bewegungsfreiheit stark eingeschränkt ist.
- Familienschach – Bezeichnung für  eine Springergabel auf Dame und König.

## Synonyme für Ball
Ei, Kirsche, Kugel, Leder, Pille, Pocke, Pluntze, Murmel

## Sonstige Begriffe und Wendungen
- 3. Halbzeit – gemütliches Beisammensein der Spieler, gelegentlich auch mit erweitertem Personenkreis, nach einem Ballspiel, das in zwei Halbzeiten ausgetragen wurde
- Abflug – unfreiwilliges Verlassen der Rennstrecke, meist in Kurven, im Motorsport
- abkochen – Gewicht verlieren durch Wasserverlust
- am Ball bleiben – abgeleitet von Ballsportarten in der Bedeutung beharrlich sein, dabei bleiben, nicht aufgeben
- Autobahn – im (vor allem alpinen) Skisport: breit angelegte, ebene und nicht zu steile Skipiste
- blau sein – an den Grenzen der körperlichen Leistungsfähigkeit angelangt sein, siehe Zyanose
- Bogenlampe – ein als Heber ausgeführter Wurf beim Handball
- Brett, Brettl – umgangssprachlich für einen Ski, ein Snowboard oder ein Surfbrett
- Energieleistung – sportliche Leistung, die weniger durch technische oder spielerische Mittel als durch besondere physische Anstrengung beziehungsweise großen Energie- oder Krafteinsatz erreicht wird, etwa durch ein hohes Laufpensum bis zum Abpfiff oder enormen Krafteinsatz beim Gewichtheben
- Gaul – im Pferdesport abfällige Bezeichnung für ein Pferd
- jemanden nass machen – beim Schwimmen: schneller als ein Konkurrent schwimmen, allgemein: einen Konkurrenten hinter sich lassen
- Kittelreißer – Judo- oder Karatekämpfer
- Pfeife – abwertend für Schiedsrichter
- Pflicht und Kür, siehe Eiskunstlauf
- platzen – beim Gewichtheben: Scheitern bei allen drei Versuchen, ein Gewicht zur Hochstrecke zu bringen
- Regenbogen – im Basketball: Wurf mit hoher Flugkurve
- Schiri – kurz für Schiedsrichter
- Slam Dunk – ein Korberfolg im Basketball, bei dem der Spieler, den Ball nicht wirft, sondern in den Korb „stopft“ (von engl. to dunk = „eintunken“)
- Sportskanone – sehr sportlicher, durchtrainierter Mensch
- vorbeisemmeln – neben den Ball treten oder beim Schuss das Tor verfehlen
- zweites Standbein – zusätzliche Einnahmequelle, vgl. Standbein